# Седик Василь Павлович
Василь Павлович Седик (1912, місто Суми — 1980, там само) — український радянський діяч, 2-й секретар Сумського обкому КПУ, директор Сумського машинобудівного заводу імені Фрунзе.

## Біографія
Освіта вища. Член ВКП(б) з 1939 року.
Від червня 1941 року — в Червоній армії. Учасник німецько-радянської війни. Воював на Південно-Західному, Донському фронтах. Потім служив помічником начальника і начальником артилерійського постачання управління 99-ї стрілецької дивізії, начальником артилерійського постачання 88-ї гвардійської Запорізької стрілецької дивізії 28-го гвардійського стрілецького корпусу 8-ї гвардійської армії 3-го Українського та 1-го Білоруського фронтів.
Перебував на інженерно-технічній роботі на Сумському машинобудівному заводі імені Фрунзе.
6 грудня 1951 — вересень 1952 року — секретар Сумського обласного комітету КПУ.
У вересні 1952 — лютому 1954 року — 2-й секретар Сумського обласного комітету КПУ.
У 1954—1961 роках — директор Сумського машинобудівного заводу імені Фрунзе.
З 1961 року — на інженерно-дослідницькій роботі у Всесоюзному науково-дослідному і конструкторсько-технологічному інституті компресорного машинобудування у місті Сумах.
Потім — персональний пенсіонер у місті сумах. Помер на початку січня 1980 року.

## Звання
- гвардії інженер-капітан
- гвардії інженер-майор

## Нагороди
- орден Вітчизняної війни 2-го ступеня (15.11.1944)
- два ордени Вітчизняної війни 1-го ступеня (9.04.1945, 30.06.1945)
- орден Червоної Зірки (20.12.1943)
- ордени
- медалі